# Патауомеки
Патауомеките (на английски: Patawomeck) са северноамериканско индианско племе, което в началото на колониалния период живее в крайбрежната зона на Вирджиния, главно около река Потомак и нейните притоци в окръзите Стафорд и Кинг Джордж. Според археологическите доказателства, патауомеките се заселват по река Потомак някъде около 1300 г. До 1607 г., когато пристигат първите английски заселници в Джеймстаун, племето живее северно от Акокийк Крийк, на южния бряг на река Потомак в няколко добре защитени села. Пръв ги посещава Джон Смит през 1608 г. Живеещи твърде далеч от централната власт на Поухатан и близо до врагове като пискатауей и ирокезите, те трябва да лавират между тях доста хитро. Затова често се съюзяват с белите зад гърба на Поухатан. След края на Третата война Поухатан през 1646 г. английските колонисти установяват пълен контрол над крайбрежната зона на Вирджиния. Заселниците започват да навлизат в земите им след 1654 г. Още същата година племето губи 12600 акра земя, а на следващата още 3000 акра. През 1665 г. заселниците поискват от тях да продадат всичката им останала земя. След 1669 г. изчезват официално от историята. Предполага се, че се сливат с околните племена. През 1928 г. антрополога Франк Спийк пише, че индианското население, което живее в старото село Патоумак са наследници на историческите патауомеки. Днес племето има около 500 записани членове и е признато от щата Вирджиния.